# Monumental Casa de Emilio El Indio Fernández
Das Monumental Casa de Emilio El Indio Fernández ist ein historisches Museum und ehemaliges Wohnhaus des Regisseurs und Schauspielers Emilio Fernández im Barrio de Santa Catarina der Delegación Coyoacán in Mexiko-Stadt. Sein Haupteingang befindet sich unter Nummer 51 der Calle Ignacio Zaragoza und ein Nebeneingang an der Calle de Dulce Olivia. Weil die Bodenbeschaffenheit des Grundstücks aus Vulkanit besteht, entschied Fernández sich in Absprache mit seinem Freund und Architekten Manuel Parra, den natürlichen Unebenheiten des Bodens zu folgen und das Gebäude vollständig aus Vulkangestein zu errichten. Es gilt als eines der interessantesten Wohngebäude, die im 20. Jahrhundert in der mexikanischen Hauptstadt errichtet wurden.

## Geschichte
Das imposante Gebäude erinnert wegen des den Haupthof überragenden Turms an eine Festung, weshalb es auch die Bezeichnung La Casa Fortaleza (span. für Das festungsartige Haus) erhielt. Nachdem Architekt Parra 1946 mit dem Bau begonnen hatte, wurden vom Hauseigentümer immer wieder Änderungen vorgenommen, um die großzügig angelegten Räumlichkeiten auch ideal für Filmaufnahmen nutzen zu können. Denn der Regisseur verwendete sein Haus auch gerne als Kulisse für eine Reihe seiner Filme, wie zum Beispiel den 1953 gedrehten und 1954 uraufgeführten Spielfilm El Rapto mit den damaligen mexikanischen Filmgrößen Jorge Negrete, María Félix und Andrés Soler in den Hauptrollen.
Auch nach dem Ableben von Fernández 1986 diente das Haus immer wieder als Drehort für einige Filme, wie zum Beispiel den surrealen Horrorfilm Santa Sangre des chilenischen Regisseurs Alejandro Jodorowsky von 1989, die Filmbiografie Frida aus dem Jahr 2002, in der Salma Hayek die nicht weit von hier entfernt wohnende Frida Kahlo verkörperte, und den 2004 uraufgeführten Thriller Mann unter Feuer mit Denzel Washington. Insgesamt diente das Haus als Kulisse für mehr als 140 Filme und Telenovelas.
Ferner war das Haus zu Lebzeiten des Regisseurs Treffpunkt von hochrangigen Persönlichkeiten aus der Film- und Kunstszene. Zum hier verkehrenden Personenkreis gehörte die in unmittelbarer Nachbarschaft (Calle de Salvador Novo) lebende Schauspielerin Dolores del Río ebenso wie ihr Berufskollege Pedro Armendáriz und die Musiker Agustín Lara und Javier Solís. Ferner verkehrte hier der Maler Diego Rivera (vom langjährigen Lebensgefährten Frida Kahlos, der ebenfalls nicht weit entfernt wohnte, sind einige Bilder im Haus vorhanden) und mindestens einmal war sogar Marilyn Monroe zu Gast.
Im Garten wurden die sterblichen Überreste von Emilio Fernández, seinem langjährigen Hausangestellten Ramón „N“ und vom Architekten Manuel Parra beigesetzt.
Das Haus kann zu bestimmten Zeiten besichtigt werden und wird noch heute für private gesellschaftliche Anlässe, wie zum Beispiel Hochzeitsfeiern, genutzt. Die bedeutendsten Festlichkeiten werden alljährlich zum Tag der Toten ausgerichtet.